# Kasumi Ishikawa
Kasumi Ishikawa (Japans: 石川佳純,Ishikawa Kasumi) (Yamaguchi, 23 februari 1993) is een Japans tafeltennisspeelster. Ze werd op de WK van 2007 de jongste sportster ooit die Japan vertegenwoordigde op een officieel WK, toen ze in Zagreb uitkwam in zowel het dubbelspel- als gemengd dubbel-toernooi. De linkshandige Japanse speelt sinds het Japan Open van 2006 tegen volwassen opponenten op de ITTF Pro Tour en won daarop in juli 2010 haar eerste enkelspeltitel, die van de Marokko Open.
Ishikawa bereikte in maart 2010 haar tot dan toe hoogste positie op de ITTF-wereldranglijst, toen ze daarop 25e stond.

## Sportieve loopbaan
Hoewel Ishikawa in 2006 debuteerde in het internationale circuit voor senioren, was ze qua leeftijd nog een junior. Daardoor verscheen ze in zowel 2007 als 2008 niet alleen op de wereldkampioenschappen voor volwassen speelsters, maar nam ze in dezelfde jaren ook deel aan WK's voor junioren. Daarop won Ishikawa zowel in 2006 als 2008 zilver in het landentoernooi, met de Japanse meisjesploeg.

De Japanse had zich in april 2009 opgewerkt tot de 99e plaats op de wereldranglijst en mocht daardoor als zestienjarige op de wereldkampioenschappen tafeltennis 2009 voor het eerst aan het enkelspeltoernooi deelnemen. Ishikawa verraste daarop in de tweede ronde de Hongkongse Tie Yana, die het toernooi aanving als nummer tien van de wereld. Nadat de Japanse eerst met 0-3 achterkwam tegen de favoriete voor de partij, won ze de vierde game nipt en stoomde vervolgens door naar een 4-3 zege. Vervolgens plaatste Ishikawa zich voor de laatste zestien door met 4-1 te winnen van haar landgenote Haruna Fukuoka (de nummer 37 van de wereld) en vervolgens voor de laatste acht met een 4-2 zege op de nummer 33 van de wereldranglijst, de Singaporese Yu Meng Yu. De kwartfinale was Ishikawas eindstation, omdat ze daarin met 4-1 verloor van de nummer één van de wereld, Zhang Yining. Ze was daarmee wel de eerste die op het WK 2009 een game won van Zhang Yining en had met haar toernooi een stijging van 37 plekken op de wereldranglijst verdiend.

## Erelijst
Belangrijkste resultaten:
- Brons landentoernooi op de wereldkampioenschappen 2008 (met Japan)
- Brons Azië Cup 2007

ITTF Pro Tour:
Enkelspel:
- Winnares Marokko Open 2010
- Winnares Chili Open 2011

Dubbelspel:
- Winnares Chili Open 2011 ( met Sayaka Hirano)
- Winnares Marokko Open 2010 (met Reiko Hiura)
- Winnares Duitsland Open 2010 (met Ai Fukuhara)
- Winnares Marokko Open 2009 (met Ai Fukuhara)